# Новокварсінське
Новоква́рсінське (рос. Новокварсинское) — присілок в Зав'яловському районі Удмуртії, Росія.
Знаходиться на північний захід від присілка Банне, на протилежному, правому, березі річки Іюль.

## Населення
Населення — 188 осіб (2010; 176 в 2002).
Національний склад станом на 2002 рік:
- росіяни — 74 %

## Історія
До 1987 року присілок знаходилось в складі Іюльської сільської ради Воткінського району. З утворенням селища Італмас та Італмасовської сільської ради, присілок було передано в її склад.

## Урбаноніми[3]
- вулиці — Берегова